# جيرو ناكامورا
جيرو ناكامورا (باليابانية: 中村 仁郎) (مواليد 22 أغسطس 2003) هو لاعب كرة قدم ياباني.

## وصلات خارجية
- جيرو ناكامورا على موقع رابطة كرة القدم اليابانية للمحترفين (اليابانية)
- جيرو ناكامورا على موقع قاعدة بيانات كرة القدم.إي يو (الإنجليزية)
- جيرو ناكامورا على موقع Soccerway.com (الإنجليزية)
- جيرو ناكامورا على موقع عالم كرة القدم.نت (الإنجليزية)